# وینچنزو (مجموعه تلویزیونی)
وینچنزو (انگلیسی: Vincenzo; کره‌ای: 빈센조) یک مجموعهٔ تلویزیونی کره جنوبی با بازی سونگ جونگ کی به عنوان شخصیت اصلی در کنار جون یو بین و اوک تک یون است. این مجموعه از ۲۰ فوریه تا ۲ مه ۲۰۲۱، روزهای شنبه و یکشنبه ساعت ۲۱:۰۰ (کی‌اس‌تی) از تی‌وی‌ان پخش شد. هر قسمت پس از پخش تلویزیونی، در نتفلیکس کره جنوبی و بین‌المللی منتشر شد.
برای اولین قسمت مجموعه، میانگین تعداد بینندگان ۷٫۷٪ در سراسر کشور (AGB nationwide) ثبت شده‌است، و آن را تبدیل به چهارمین درام با بالاترین رتبه‌بندی بینندگان در تاریخ تلویزیونی کابلی کره جنوبی می‌کند. قسمت پایانی، رتبه‌بندی ۱۴٫۶٪ را دریافت کرد و این مجموعه را به نهمین درام کره‌ای با بالاترین تعداد بینندگان در تاریخ تلویزیون کابلی کره جنوبی می‌کند. همچنین این درام را به ششمین درام با بالاترین رتبه‌بندی در تاریخ شبکهٔ تی‌وی‌ان تبدیل کرد.

## خلاصه داستان
پارک جو هیونگ (سونگ جونگ کی) در سن هشت سالگی توسط یک خانوادهٔ ایتالیایی به فرزندی پذیرفته می‌شود و برای زندگی به ایتالیا می‌رود. او بعداً به مافیا می‌پیوندد و توسط دون فابیو، سرپرست خانواده مافیایی کاسانو، به فرزندی پذیرفته می‌شود. با تغییر نام به «وینچنزو کاسانو»، وکیل ایتالیایی، مشاور مافیا و دست راست دون فابیو می‌شود. بعد از مرگ دون فابیو، پائولو پسر بیولوژیک فابیو و رهبر جدید خانوادهٔ کاسانو، تلاش می‌کند تا وینچنزو را بکشد.
وینچنزو سپس به سئول فرار می‌کند و قصد دارد ۱٫۵ تن طلا را بازیابی کند که به یک سرمایه‌دار چینی که اخیراً فوت کرده، کمک کرده تا به‌طور مخفیانه در زیرزمین ساختمان گومگا پلازا مخفی شوند. با این حال، یک شرکت املاک و مستغلات که تحت نظر گروه بابل قرار دارد، به‌طور غیرقانونی مالکیت این ساختمان را به دست گرفته‌است و وینچنزو باید از مهارت‌های خود برای بازگیری ساختمان و بازستاندن ثروت خود استفاده کند.

## بازیگران

### اصلی
- سونگ جونگ کی در نقش وینچنزو کاسانو/پارک جو هیونگ

وکیل ایتالیایی و مشاور مافیای کره‌ای‌تبار.
- جون یو بین در نقش هونگ چا یونگ

یک وکیل که برای شرکت حقوقی ووسانگ کار می‌کند و دختر وکیل هونگ یو چان.
- اوک تک یون در نقش جانگ جون وو/جانگ هان سوک

کارآموز در شرکت حقوقی ووسانگ که زیردست هونگ چا یونگ به عنوان دستار وکیل کار می‌کند.
- کیم یو جین در نقش چوی میونگ هی

دادستان سابق که اکنون به شرکت حقوقی ووسانگ به عنوان وکیل پیوسته‌است.
- کواک دونگ یون در نقش جانگ هان سو

برادر ناتنی جانگ جون وو و رئیس گروه بابل.

### مکمل

#### شرکت حقوقی ووسانگ
- جو هان چول در نقش هان سونگ هیوک

مدیرعامل شرکت حقوقی

#### گومگا پلازا
- یو جه-میونگ در نقش هونگ یو چان

یک وکیل و مدیرعامل دفتر حقوقی جیپوراگی و رئیس کمیتهٔ مخالفان توسعهٔ گومگا پلازا و پدر هونگ چا-یونگ.
- یون بیونگ هی در نقش نام جو سونگ

یک دستیار وکیل که در دفتر حقوقی جیپوراگی کار می‌کند.
- چوی یونگ-جون در نقش چو یونگ وون

مدیرِ گومگا پلازا، نام او در سند گومگا پلازا استفاده شده‌است.
- چوی دوک مون در نقش تاک هونگ شیک

صاحب رخت شوی خانه در گومگا پلازا.
- کیم هیونگ موک در نقش توتو[۶]

صاحب رستوران ایتالیایی در گومگا پلازا.
- لی هانگ-نا در نقش کواک هی سو

صاحب اسنک بار در گومگا پلازا.
- کیم سول جین در نقش لری کانگ

صاحب استودیوی رقص در گومگا پلازا.
- کیم یون-هه در نقش سو می ری

صاحب آموزشگاه پیانو در گومگا پلازا.
- یانگ کیونگ-وون در نقش لی چول ووک

بنابر اعلام خود کارشناس هنرهای رزمی و صاحب مغازه امانت فروشی در گومگا پلازا.
- سو یه-هوا در نقش جانگ یون جین

همسر لی چول سوک.
- کانگ چه مین در نقش کیم یونگ هو

پسر نوجوانِ کواک هی سو.
- ری وو جین در نقش جوک‌ها

راهب اعظم معبد نانیاک در گومگا پلازا.
- کوان سونگ وو در نقش چه‌شین

راهب دستیار جوک‌ها.

#### مدیریت مالی مورچه
- کیم یونگ-وونگ در نقش پارک سوک-دو

مدیرعامل مدیریت مالی مورچه، او گانگستری است که برای گروه بابل کار می‌کند.
- لی دال در نقش جون سو-نام

کارمند مدیریت مالی مورچه و یک گانگستر.
- جونگ جی-یون در نقش یانگ جو-اون

حسابدار مدیریت مالی مورچه.

#### سرویس امنیت اطلاعات بین‌المللی
- ایم چول-سو در نقش آن گی-سوک

رهبر تیم بخش جرائم سازمان‌یافتهٔ ایتالیا در دفتر جرائم سازمان‌یافتهٔ بین‌المللیِ سرویس امنیت اطلاعات بین‌المللی. او زیر دست توتو به عنوان آشپز کار می‌کند تا بتواند مخفیانه از وینچنزو جاسوسی کند.
- کوان ته-وون در نقش ته جونگ-گو

مدیر دفتر جرائم سازمان‌یافتهٔ بین‌المللیِ سرویس امنیت اطلاعات بین‌المللی.

#### دادستانی منطقه جنوب شرقی سئول
- سو جین-وون در نقش هوانگ جین-ته

رئیس دفتر دادستانی منطقه جنوب شرقی سئول و رئیس سابق چوی میونگ-هی.
- هوانگ ته-کوانگ در نقش سو وونگ-هو

معاون رئیس دفتر دادستانی منطقه جنوب شرقی سئول.
- گو سانگ-هو در نقش جونگ این-گوک[۷]

یک دادستان از دفتر دادستانی منطقه جنوب شرقی سئول.

#### خانوادهٔ کاسانو
- سالواتور الفانو در نقش پائولو کاسانو

برادر خواندهٔ وینچنزو و رهبر جدید خانوادهٔ کاسانو.
- لوکا وکوئر در نقش لوکا

راننده و دستیار شخصی وینچنزو.

#### سایر بازیگران
- یون بوک-این در نقش اوه گیونگ-جا
- جونگ ووک-جین در نقش لی سون-هو
- لی دو-گوک در نقش هوانگ گیو
- کیم ته-هون در نقش پیو هیوک-پیل
- نا چول در نقش نا دوک-جین

### حضور ویژه
- جین سون کیو در نقش سارق ناشناس ۱ به عنوان رانندهٔ تاکسی لیموزین (قسمت ۱)[۸]
- لی هی جون در نقش سارق ناشناس ۲ به عنوان رانندهٔ تاکسی لیموزین (قسمت ۱)[۹]
- جونگ سون-وون در نقش پلیس فرودگاه (قسمت ۱)[۱۰]
- کیم جین-یی در نقش موکل گذشته (قسمت ۴–۵)
- شین سونگ-هوان در نقش سو هیون-وو (قسمت ۵)[۱۱]

وکیل فاسد در فهرست حقوق بگیر دفتر حقوقی ووسانگ.
- جونگ یونگ-جو در نقش خانمی که در بیرون دادگاه رانندگی می‌کند. (قسمت ۵)
- چا سون-به در نقش قاضی هو (قسمت ۶)
- آن چانگ-هوان در نقش گیلبرت، یک مرد بی‌خانمان در بیرون ساختمان گومگا پلازا (قسمت ۶–۷، ۱۲)
- یو یون در نقش کیم یو-ون (قسمت ۷)

زن گیل جونگ-مون، همچنین سرپرست مرکز سرطان کودکان بیمارستان دانشگاه سونگ‌ون
- کیم بیونگ-جی در نقش مربی فوتبال تیم نوجوانان (قسمت ۷)[۱۲]
- کیم سونگ چول در نقش هوانگ مین-سونگ، مدیرعامل بانک شین‌کوانگ (قسمت ۸، ۲۰)[۱۲]
- ایم چه-مو در نقش کارمند مومولند (قسمت ۸)
- جون گوک-هیانگ در نقش سو یونگ-سون (قسمت ۸، ۲۰)[۱۲]

مادر هوانگ مین-سونگ و رئیس امور مالی بانک شین‌کوانگ.
- نیکون و هوانگ چان سونگ در نقش بازیگران اصلی درامای شبکهٔ[۱۳] یوسی‌ان «عصر سگ‌های ولگرد و سگ‌های وحشی»
- لی گیونگ-یونگ در نقش پارک سونگ-جون (قسمت ۱۷)

یک کاندیدای ریاست جمهوری.
- یو ته-وونگ در نقش کیم سوک-وو (قسمت ۱۷–۲۰)

منشی پارک سونگ-جون، و ارشد هان سونگ-هیوک

## تولید
در ماه مه سال ۲۰۲۰، کارگردان کیم هی وون و فیلم‌نامه‌نویس پارک جه بوم برای وینچنزو همکاری کردند.
در ژوئیه سال ۲۰۲۰، گزارش شد که سونگ جونگ کی و جون یو بین در حال بررسی پیشنهاد بازی در این مجموعه هستند؛ در حالیکه اوک تک-یون برای بازی در این مجموعه تأیید شده بود.
سونگ و جون حضور خود را در ماه بعد (اوت) تأیید کردند.
اولین جلسهٔ فیلم‌نامه خوانی، در تاریخ ۵ ژانویه ۲۰۲۱ انجام شد.
این درام دومین همکاری مجدد کواک دونگ-یون و کیم یو جین است که پیش از این در درام قهرمان عجیب من (۲۰۱۸) همبازی بوده‌اند. همچنین این درام همکاری مجدد اوک تک-یون و جون یو بین است که پیش از این در درام نجاتم بده (۲۰۱۷) همکاری کرده بودند.
برنامه‌ریزی شده بود که این مجموعه، تا اندازه‌ای در ایتالیا فیلم‌برداری شود اما به دلیل دنیاگیری کووید-۱۹ صحنه‌های مربوط به آن با سی‌جی‌آی اضافه شد.
پخش قسمت‌های ۱۷ و ۱۸ به دلیل اینکه تیم تولید می‌خواست این قسمت‌ها را «بهبود بخشد»، یک هفته به تأخیر افتاد.
این مجموعه به دلیل نشان دادن بیبیم بپ با برند چینی در یکی از قسمت‌ها، به عنوان بخشی از یک قرارداد گمارش محصول با یک شرکت چینی، به شدت مورد انتقاد قرار گرفت.

## آمار بینندگان
برای اولین قسمت مجموعه، میانگین تعداد بینندگان ۷٫۷٪ در سراسر کشور ثبت شده‌است، و آن را به سومین درام برتر با بالاترین امتیاز در آخر هفته‌های شبکهٔ تی‌وی‌ان تبدیل می‌کند و چهارمین درام برتر با بالاترین رتبهٔ این شبکه برای آقای آفتاب، رویارویی و آقای ملکه است.
این درام در حال حاضر دهمین درام با بالاترین تعداد بینندگان در تاریخ تلویزیون کابلی کره است.
| فصل | فصل | شمارهٔ قسمت | شمارهٔ قسمت | شمارهٔ قسمت | شمارهٔ قسمت | شمارهٔ قسمت | شمارهٔ قسمت | شمارهٔ قسمت | شمارهٔ قسمت | شمارهٔ قسمت | شمارهٔ قسمت | شمارهٔ قسمت | شمارهٔ قسمت | شمارهٔ قسمت | شمارهٔ قسمت | شمارهٔ قسمت | شمارهٔ قسمت | شمارهٔ قسمت | شمارهٔ قسمت | شمارهٔ قسمت | شمارهٔ قسمت | میانگین |
| فصل | فصل | ۱          | ۲          | ۳          | ۴          | ۵          | ۶          | ۷          | ۸          | ۹          | ۱۰         | ۱۱         | ۱۲         | ۱۳         | ۱۴         | ۱۵         | ۱۶         | ۱۷         | ۱۸         | ۱۹         | ۲۰         | میانگین |
| --- | --- | ---------- | ---------- | ---------- | ---------- | ---------- | ---------- | ---------- | ---------- | ---------- | ---------- | ---------- | ---------- | ---------- | ---------- | ---------- | ---------- | ---------- | ---------- | ---------- | ---------- | ------- |
|     | ۱   | ۱٫۹۴۸      | ۲٫۳۸۹      | ۲٫۰۹۸      | ۲٫۵۸۷      | ۲٫۴۴۷      | ۲٫۸۹۳      | ۲٫۴۲۹      | ۲٫۷۵۵      | ۲٫۳۶۴      | ۳٫۰۲۴      | ۲٫۴۳۹      | ۲٫۸۴۰      | ۲٫۸۷۱      | ۲٫۸۸۴      | ۲٫۶۲۸      | ۲٫۷۵۴      | ۲٫۷۱۹      | ۳٫۱۰۹      | ۳٫۰۷۵      | ۳٫۸۴۱      | ۳٫۳۸۰   |

| ۱ | ۲۰ فوریه ۲۰۲۱ | ۷٫۶۵۹٪ (اول)  | ۸٫۷۲۸٪ (اول)  |
| ۲ | ۲۱ فوریه ۲۰۲۱ | ۹٫۲۹۵٪ (اول)  | ۱۰٫۲۰۷٪ (اول) |
| ۳ | ۲۷ فوریه ۲۰۲۱ | ۸٫۱۲۱٪ (اول)  | ۹٫۳۴۰٪ (اول)  |
| ۴ | ۲۸ فوریه ۲۰۲۱ | ۱۰٫۲۱۵٪ (اول) | ۱۱٫۲۰۱٪ (اول) |
| ۵ | ۶ مارس ۲۰۲۱   | ۹٫۶۴۷٪ (اول)  | ۱۰٫۶۸۳٪ (اول) |
| ۶ | ۷ مارس ۲۰۲۱   | ۱۱٫۰۸۲٪ (اول) | ۱۲٫۱۶۵٪ (اول) |
| ۷ | ۱۳ مارس ۲۰۲۱  | ۹٫۲۴۱٪ (اول)  | ۹٫۹۹۲٪ (اول)  |
| ۸ | ۱۴ مارس ۲۰۲۱  | ۱۰٫۳۸۰٪ (اول) | ۱۱٫۲۹۲٪ (اول) |
| ۹ | ۲۰ مارس ۲۰۲۱  | ۹٫۰۵۷٪ (اول)  | ۹٫۷۲۹٪ (اول)  |
| ۱۰ | ۲۱ مارس ۲۰۲۱  | ۱۱٫۳۷۵٪ (اول) | ۱۲٫۷۴۵٪ (اول) |
| ۱۱ | ۲۷ مارس ۲۰۲۱  | ۹٫۳۱۱٪ (اول)  | ۱۰٫۷۰۵٪ (اول) |
| ۱۲ | ۲۸ مارس ۲۰۲۱  | ۱۰٫۷۳۶٪ (اول) | ۱۲٫۴۰۵٪ (اول) |
| ۱۳ | ۳ آوریل ۲۰۲۱  | ۱۰٫۸۱۵٪ (اول) | ۱۱٫۵۵۵٪ (اول) |
| ۱۴ | ۴ آوریل ۲۰۲۱  | ۱۱٫۲۵۸٪ (اول) | ۱۲٫۴۸۷٪ (اول) |
| ۱۵ | ۱۰ آوریل ۲۰۲۱ | ۱۰٫۲۹۶٪ (اول) | ۱۱٫۱۵۰٪ (اول) |
| ۱۶ | ۱۱ آوریل ۲۰۲۱ | ۱۰٫۵۷۲٪ (اول) | ۱۱٫۶۰۰٪ (اول) |
| ۱۷ | ۲۴ آوریل ۲۰۲۱ | ۱۰٫۹۶۱٪ (اول) | ۱۲٫۲۷۸٪ (اول) |
| ۱۸ | ۲۵ آوریل ۲۰۲۱ | ۱۲٫۲۷۶٪ (اول) | ۱۳٫۹۱۲٪ (اول) |
| ۱۹ | ۱ مه ۲۰۲۱     | ۱۱٫۸۵۴٪ (اول) | ۱۲٫۶۵۹٪ (اول) |
| ۲۰ | ۲ مه ۲۰۲۱     | ۱۴٫۶۳۶٪ (اول) | ۱۶٫۵۶۴٪ (اول) |
| میانگین | میانگین       | ۱۰٫۴۴۱٪       | ۱۱٫۵۷۰٪       |
| قسمت ویژه | ۱۷ آوریل ۲۰۲۱ | ۴٫۴۴۵٪ (اول)  | ۵٫۰۹۸٪ (دوم)  |
| - در جدول بالا، اعداد آبی کمترین رتبه را دارند و اعداد قرمز بیشترین رتبه را نشان می‌دهند. - این درام از یک کانال کابلی/پولی تلویزیون پخش می‌شود که در مقایسه با تلویزیون آزاد/پخش کننده‌های عمومی (اس‌بی‌اس، کی‌بی‌اس، ام‌بی‌سی و ئی‌بی‌اس) به‌طور معمول مخاطبان نسبتاً کمتری دارد. - در ۱۷ و ۱۸ آوریل هیچ اپیزودی پخش نشد و قسمت‌های برنامه‌ریزی شده به هفته بعد منتقل شدند. به جای آن یک قسمت ویژه در ۱۷ آوریل پخش شد. |               |               |               |

## جوایز و نامزدی‌ها
| سال  | مراسم جوایز                         | دسته                                 | نامزد / اثر  | نتیجه    | منابع         |
| ---- | ----------------------------------- | ------------------------------------ | ------------ | -------- | ------------- |
| ۲۰۲۱ | ۵۷مین مراسم اهدای جوایز هنری بکسانگ | بهترین کارگردان (تلویزیون)           | کیم هی وون   | نامزدشده | [ ۲۵ ]        |
| ۲۰۲۱ | ۵۷مین مراسم اهدای جوایز هنری بکسانگ | بهترین بازیگر نقش اول مرد (تلویزیون) | سونگ جونگ کی | نامزدشده | [ ۲۵ ]        |
| ۲۰۲۱ | جوایز برند سال                      | درام سال                             | وینچنزو      | برنده    | [ ۲۶ ]        |
| ۲۰۲۱ | جوایز برند سال                      | بازیگر مرد سال                       | سونگ جونگ کی | برنده    | [ ۲۶ ]        |
| ۲۰۲۱ | جوایز محتواهای آسیایی               | بهترین خلاقیت                        | وینچنزو      | نامزدشده | [ ۲۷ ]        |
| ۲۰۲۱ | جوایز محتواهای آسیایی               | بهترین مجموعهٔ تلویزیونی آسیایی       | وینچنزو      | نامزدشده | [ ۲۷ ]        |
| ۲۰۲۱ | جوایز محتواهای آسیایی               | بهترین بازیگر نقش اول مرد            | سونگ جونگ کی | نامزدشده | [ ۲۷ ]        |
| ۲۰۲۱ | جوایز محتواهای آسیایی               | بهترین نویسنده                       | پارک جه بوم  | نامزدشده | [ ۲۷ ]        |
| ۲۰۲۱ | جوایز بین‌المللی درامای سئول         | درام کره‌ای برجسته                    | وینچنزو      | برنده    | [ ۲۸ ] [ ۲۹ ] |
| ۲۰۲۱ | جوایز بین‌المللی درامای سئول         | بازیگر کره‌ای زن برجسته               | جون یو بین   | نامزدشده | [ ۲۸ ] [ ۳۰ ] |
| ۲۰۲۱ | جوایز بین‌المللی درامای سئول         | بازیگر کره‌ای مرد برجسته              | سونگ جونگ کی | برنده    | [ ۲۸ ] [ ۳۱ ] |